# سيباستيان أولسون (لاعب هوكي الجليد)
سيباستيان أولسون (بالسويدية: Sebastian Ohlsson)‏ هو لاعب هوكي الجليد سويدي، ولد في 4 مارس 1997 في Åsele ‏ في السويد.

## وصلات خارجية
- سيباستيان أولسون على موقع EliteProspects.com (الإنجليزية)
- سيباستيان أولسون على موقع HockeyDB.com (الإنجليزية)